# 陳兆陽
陳兆陽（英語：Billy Chan Shiu-yeung，1991年7月12日—），前香港民主派組織沙田區政籍政治人物，亦曾是新民主同盟成員，前香港沙田區議會沙角選區議員。其本人生於香港，為中韓混血兒，已婚，畢業於香港理工大學。陳兆陽由2013年起，擔任沙田區議員丘文俊助理，並以「師傅」尊稱對方。

## 政治生涯
2015年，陳兆陽以新民主同盟身份參與2015年香港區議會選舉，出選沙田區議會沙角選區，以2,627票勝出，擊敗連任多屆的新民黨兼公民力量對手楊倩紅，成功當選沙田區議員。 
2016年9月，陳兆陽因在未有知會新民主同盟執委會下，協助鄭家富助選，被新民主同盟革除會籍。
沙田區政是香港民主派的組織，在2017年12月14日成立，成員均是民主派沙田區議員，亦是沙田區議會第一大黨。陳兆陽亦為成員之一。
2019年區議會選舉，陳兆陽取得4,321票並成功連任沙田區議會沙角選區區議員；惟其已於2021年7月7日正式辭職。

### 歷屆選舉結果
| 政党   | 政党            | 候选人    | 票数  | %     | ±      |
| ------ | --------------- | --------- | ----- | ----- | ------ |
|        | 新民黨/公民力量 | ①. 夏劍琨 | 2,930 | 40.18 | 不適用 |
|        | 沙田區政        | ②. 陳兆陽 | 4,321 | 59.25 | +7.37  |
|        | 無黨派          | ③. 張婉盈 | 42    | 0.57  | 不適用 |
| 多数票 | 多数票          | 多数票    | 1391  | 19.07 | 不適用 |

| 政党   | 政党            | 候选人    | 票数  | %     | ±      |
| ------ | --------------- | --------- | ----- | ----- | ------ |
|        | 新民主同盟      | ①. 陳兆陽 | 2,627 | 51.88 | 不適用 |
|        | 新民黨/公民力量 | ②. 楊倩紅 | 2,437 | 48.12 | -26.06 |
| 多数票 | 多数票          | 多数票    | 190   | 3.75  | 不適用 |